# Gaio Norbano
Gaio Norbano (in latino Gaius Norbanus soprannominato Balbus; fl. II-I secolo a.C.) è stato un politico romano del periodo della Repubblica.

## Biografia
Nel 103 a.C., mentre era tribuno della plebe, accusò Quinto Servilio Cepione padre di imprudenza nella battaglia persa contro i Cimbri e di aver trattenuto per sé il bottino razziato al tempio di Tolosa; per questa accusa Cepione fu condannato all'esilio.
Norbano, appena una decina di anni dopo subì la vendetta della parte avversa, cui apparteneva Cepione, quando fu accusato di aver accettato denaro durante quel processo; fu scagionato dall'accusa anche grazie alle capacità oratorie del suo difensore, Marco Antonio Oratore, nonno del futuro triumviro Marco Antonio.
Nell'89 a.C. come pretore difese con successo il predominio romano in Sicilia dagli attacchi degli ex-alleati italici durante la Guerra sociale. Anche dopo la morte di Gaio Mario continuò a parteggiare per la fazione dei populares.
Fu eletto console nell'83 a.C. con Lucio Cornelio Scipione Asiatico e con il collega, mentre Silla sbarcava a Brindisi dove si acquartierava con i suoi veterani e riprendeva i contatti con gli esponenti degli ottimati, organizzò un esercito per contrastare la marcia di Silla verso Roma.
Nel tentativo di contrastare la marcia di Silla verso Roma i due consoli decisero di portare i propri eserciti in Campania; così mentre Scipione organizzava il suo campo nei pressi di Teano, Norbano faceva base nei dintorni di Capua.
Silla attaccò per primo l'esercito sotto il comando di Norbano che, perso lo scontro ed oltre 7.000 uomini, si rifugiò all'interno delle mura di Capua. Sconfitto in battaglia nuovamente nell'82 a.C. da Quinto Cecilio Metello Pio in Gallia Cisalpina, si rifugiò a Rodi, dove morì suicida avendo avuto sentore dell'intenzione dei governanti di consegnarlo a Silla.